# Baumkuchen

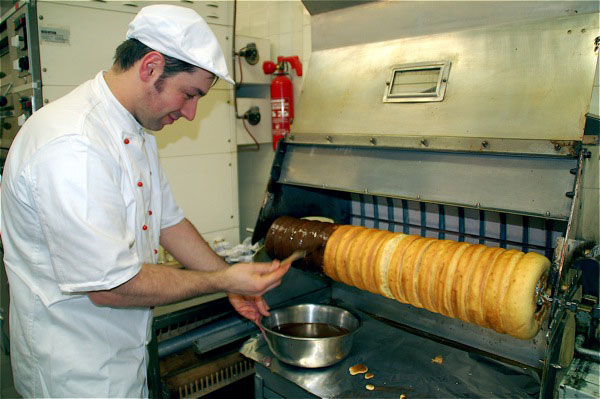
Elaboració del Baumkuchen a les màquines rotatòries, afegint cobertura de xocolata.

El Baumkuchen és un pastís tradicional de la pastisseria alemanya elaborat amb una massa de pa esponjosa i amb una forma cilíndrica buida pel centre. El 1682 Johann Sigismund Elsholtz, metge del príncep Frederic Guillem de Brandenburg va preparar un pa de forma similar.